# Militarismo asteca
O militarismo asteca era caracterizado por diversas camadas. Os Astecas eram treinados na escola para serem guerreiros.  Havia dois grandes objetivos para esse fascínio militar. O primeiro era subjugar os outros povos estendendo os cinco reinos, aumentando a arrecadação de impostos e ampliando a hegemonia asteca. O segundo era socio-religioso; os capturados eram escravizados ou doados aos sacerdotes com propósito de serem sacrificados aos deuses. Os grandes líderes astecas sempre possuíam grande habilidade militar e saíam frequentemente em campanha militar.

## As 7 ordens

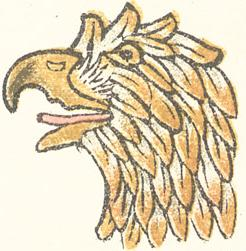
Guerreiro águia.

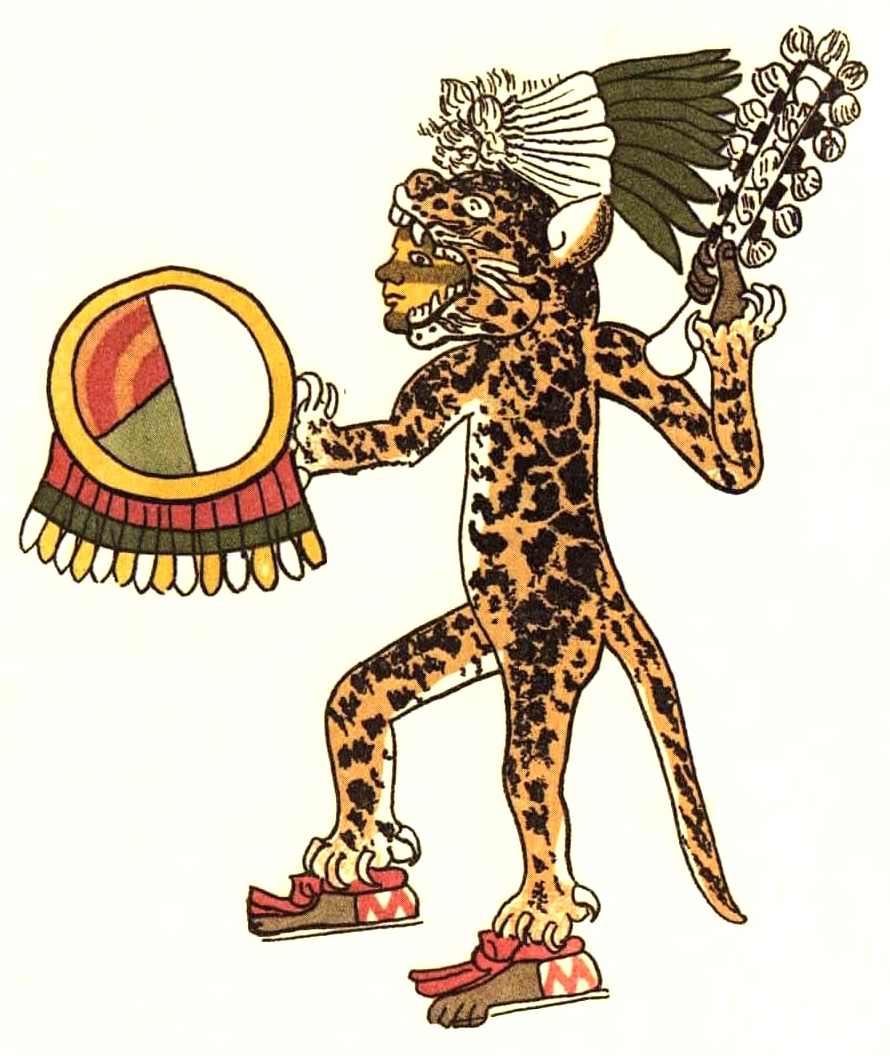
Guerreiro jaguar.

Embora, por serem guerreiros desde a escola, pudessem ser chamados à guerra a qualquer momento, havia sete camadas de "militares profissionais" (que eram sempre parte do exército). Elas eram subdivididas por número de inimigos capturados em batalha, e seus membros sempre capturavam um número. Se, em certa batalha, um guerreiro capturasse menos soldados que de costume, era penalizado. Se capturasse mais, era promovido. Aos líderes de cada classe guerreira era instantaneamente concedido o título de membro da nobreza, exatamente como aos líderes dos pochtecas. As camadas eram, por ordem de número de soldados:
1 soldado ou nenhum: A classe sem nome, com os guerreiros não-profissionais ou mal-sucedidos. Usavam somente blusas.
2 soldados: Os guerreiros Otomis (o nome é em homenagem aos otomis).
3 soldados: Guerreiros crocodilos, vestidos como crocodilos.
4 soldados: Guerreiros pumas, vestidos como pumas.
5 soldados: Os famosos guerreiros águias, vestidos como rubras águias.
6 soldados: Os guerreiros jaguares, vestidos como onças pintadas
Mais de 6: Os melhores guerreiros de todos, mais bem-sucedidos, guerreiros raspados, que raspavam o cabelo atrás da orelha esquerda.

## Equipamento dos guerreiros
- Atlatl: Um propulsor (arma) asteca que lançava pequenos dardos chamados "tlacochtli" com grande força.

- Tlahuitolli: um arco, cujas flechas se chamavam "mitl".

- Micomitl: a aljava do tlahuitolli.

- Tematlatl: um distingue de fibra que atirava flechas.

- Macuahuitl: Era uma espécie de clava achatada de onde sobressaíam várias lâminas de obsidiana, um tipo de vidro vulcânico muito utilizado para o fabrico de instrumentos cortante.

- Tepoztopilli: Uma lança de madeira cortante.

- Quauhololli: Um bastão com uma ponta esférica pesada no fim.

- Chimalli: Escudos decorados feitos de diversos materiais, disponíveis a todas as classes guerreiras, menos a mais baixa.

- Ehuatl: Uma roupa espessa de algodão que protegia os membros das classes guerreiras que não a primeira.

- Pamitl: Um adorno específico que alguns guerreiros notáveis e os chefes usavam para serem reconhecidos.